# Irving S. Wright
Irving Sherwood Wright (* 27. Oktober 1901 in Manhattan; † 8. Dezember 1997 ebenda) war ein US-amerikanischer Mediziner (Kardiologe), bekannt für die erstmalige Verwendung eines Anti-Koagulens um Blutgerinnsel aufzulösen, die zu Schlaganfällen, Lungenembolien und Herzinfarkten führen können. Später befasste er sich mit Geriatrie.

## Leben
Wright studierte an der Cornell University mit dem Bachelor-Abschluss 1923 und Medizin am Cornell University Medical College mit dem M.D. 1926. Danach absolvierte er bis 1929 seine Facharztausbildung in Innerer Medizin an der Post-Graduate School der Columbia University (College of Physicians and Surgeons). Anschließend trat er in die Privatpraxis des Leiters des Medical Board des Post Graduate Hospital Arthur Chase ein (insbesondere Kardiologie) und betrieb gleichzeitig klinische Forschung über das vaskuläre System. Damals war es üblich, dass die Mediziner ihre Forschung durch ihre private Praxen finanzierten und auch Wright hatte später jahrzehntelang eine eigene private Praxis neben seiner Forschung. 1931 kehrte er an die Cornell University zurück (dem zur Cornell gehörenden Teil des Bellevue Hospital). 1937 bis 1942 leitete er die Abteilung der Cornell University am Welfare Hospital of Chronic Disease (heute Goldwater Hospital auf Roosevelt Island). Ab 1934 war er auch freiwillig am Doctor´s Hospital tätig. 1938 wurde er Professor an der Post-Graduate School der Columbia University. Im Zweiten Weltkrieg hatte er hohe Positionen als Militärarzt in der US-Armee, zum Beispiel leitete er 1942/43 ein Hospital von Navy und Army in Hot Springs in Arkansas. Unter anderem war er 1946/47 am Wiederaufbau von Universitätskrankenhäusern in Deutschland und Österreich als Berater von US-amerikanischer Seite aktiv. Ab 1946 war er Associate Professor und ab 1948 Professor für klinische Medizin am New York Hospital-Cornell Medical Center. Er verzichtete auf ein Gehalt als Ausgleich dafür, dass man ihm weiterhin die Führung seiner privaten Praxis erlaubte. 1968 ging er in den Ruhestand. Seine Praxis führte er bis 1979.

## Werk
1938 erkrankte er an Thrombophlebitis nach einer Blinddarmoperation und suchte danach nach Wegen, die dabei entstehenden gefährlichen Blutgerinnsel aufzulösen. Er benutzte dazu Heparin, das damals gerade an der University of Toronto von Charles Best isoliert worden war, und behandelte damit bald nach seiner eigenen Erkrankung erfolgreich einen an einer Thrombose im Sterben liegenden 30-jährigen Patienten (Arthur Schulte). Dazu überredete er Best das Heparin persönlich nach New York zu bringen. 1940 testete er (wieder an Arthur Schulte) ein neues Antikoagulens Dicumarol, das Karl Paul Link entwickelt hatte. Im Krieg therapierte er damit auch Patienten mit Herzinfarkt und wurde deshalb nach dem Krieg mit einer großen klinischen Studie dazu von der American Heart Association beauftragt. Sie umfasste 1000 Patienten und die Ergebnisse wurden 1948 und 1954 veröffentlicht. Sie erbrachte einen deutlichen Vorteil in der Therapie von Herzinfarkten.
Nach Aufgabe seiner Professur wandte er sich der Geriatrie zu. Noch in seinen letzten Lebensjahren engagierte er sich an der Gründung des Sherwood Wright Center on Aging in Manhattan in Zusammenarbeit mit dem New York Hospital-Cornell Medical Center.

## Ehrungen und Sonstiges
1960 erhielt er den Lasker~DeBakey Clinical Medical Research Award. Er war Präsident der American Heart Association (1952, als erster „nicht-klassischer“ Kardiologe, da er mit seiner Forschung für eine Sicht des Herzens als Teil des gesamten Gefäßsystems stand, während sich die Kardiologen bis dahin häufig allein auf das Herz konzentrierten), des American College of Physicians (1965) und der American Geriatric Society (1971/72), deren Henderson Award er 1970 erhielt und deren Thewlis Award 1974. 1979 gründete er die American Federation of Aging Research (AFAR). 1976 erhielt er den Distinguished Service Award der American Heart Foundation. 1953 bis 1963 stand er dem International Committee of Blood Clotting Factors vor.
1935 bis 1962 war er Arzt der Metropolitan Opera. Im Alter erblindete er und absolvierte sein umfangreiches Leseprogramm danach über Tonbandaufnahmen. Auch sonst blieb er im Alter aktiv und besuchte regelmäßig medizinische Diskussionsrunden am New York Hospital.
Er war zweimal verheiratet und hatte zwei Töchter aus erster geschiedener Ehe. In zweiter Ehe war er 40 Jahre mit Lois Elliman Wright verheiratet (gestorben 1993).
Er war Ehrenmitglied der Royal Society of Medicine und war Fellow des Royal College of Physicians. In den 1930er Jahren war er Mitherausgeber des American Heart Journal (neben Lewis Conner).

## Schriften
- You and Your Heart, Random House 1950